# Lima pellucida
Lima pellucida är en musselart som beskrevs av C. B. Adams 1846. Lima pellucida ingår i släktet Lima och familjen filmusslor. Inga underarter finns listade i Catalogue of Life.